# Pygoplus
Pygoplus is een geslacht van hooiwagens uit de familie Assamiidae.
De wetenschappelijke naam Pygoplus is voor het eerst geldig gepubliceerd door Thorell in 1889. 

## Soorten
Pygoplus omvat de volgende 3 soorten:
- Pygoplus ferrugineus
- Pygoplus obscurus
- Pygoplus trifasciatus